# Rifugio Chabod
Das Rifugio Federico Chabod (ital.) oder Refuge Frédéric Chabod (frz.) ist eine Schutzhütte in den Grajischen Alpen. Sie liegt auf einer Höhe von 2750 m s.l.m. innerhalb der Gemeinde Valsavarenche im gleichnamigen Seitental des Aostatals im Nordwesten Italiens. Die 1985 eröffnete Hütte wird als Stützpunkt für die Besteigung des Gran Paradiso (französisch Grand Paradis) genutzt und ist in der Skitourensaison von Mitte März bis Anfang Mai und in der Sommersaison von Mitte Juni bis Mitte September bewirtschaftet. In dieser Zeit bietet sie 85 Schlafplätze. In der restlichen Zeit des Jahres steht den Bergsteigern der Winterraum mit 16 Lagern zur Verfügung.
Benannt ist die Hütte nach Federico Chabod, einem italienischen Historiker, der aus dem Valsavarenche-Tal stammt und sich in den 1940er Jahren für dessen Autonomie einsetzte.

## Anstieg
Der Anstieg zur Hütte beginnt in Pravieux, einem auf 1834 m gelegenen Ortsteil von Valsavarenche, an einem Parkplatz. Der Weg führt in vielen Kehren östlich den Hang hinauf, zunächst durch lichten Wald, später über Wiesen- und Moränengelände. Für den keinerlei technische Schwierigkeiten aufweisenden Anstieg von Pravieux sind 2½ Stunden zu veranschlagen.

## Tourenmöglichkeiten

### Übergänge
Die Schutzhütte liegt recht nahe am Höhenweg Nr. 2 des Aostatals
- Übergang zur Vittorio-Emanuele-II-Hütte
- Übergang zur Sella-Hütte über den 3295 m hohen Col du Grand Neyron sowie den 3296 m hohen Col Lauson
- Übergang zum Leonessa-Biwak über den 3587 m hohen Col de Bonney

### Gipfeltouren
Folgende Gipfel können von der Hütte erreicht werden:
- Gran Paradiso (frz. Grand Paradis) (4061 m)
- Becca de Montandayné (3838 m) über den 3587 m hohen Col de Bonney
- Herbétet (3778 m)
- Piccolo Paradiso (frz. Petit Paradis) (3923 m)